# Hylarana celebensis
Espèce
Synonymes
- Limnodytes celebensis Peters, 1872
- Rana celebensis (Peters, 1872)

Statut de conservation UICN

 LC  : Préoccupation mineure
"Hylarana" celebensis est une espèce d'amphibiens de la famille des Ranidae dont la position taxonomique est incertaine (incertae sedis).
Depuis la révision du genre Hylarana par Oliver, Prendini, Kraus et Raxworthy en 2015, cette espèce a été exclue de ce genre sans qu'il soit possible de la placée dans un autre de manière certaine. Elle est rapprochée de Hydrophylax ou Indosylvirana.

## Répartition
Cette espèce est endémique de Sulawesi en Indonésie. Elle se rencontre en dessous de 700 m d'altitude,.

## Étymologie
Son nom d'espèce, composé de celeb[es] et du suffixe latin -ensis, « qui vit dans, qui habite », lui a été donné en référence au lieu de sa découverte les Célèbes, l'ancien nom de Sulawesi.

## Publication originale
- Peters, 1872 : Mittheilung über einige von Hrn. Dr. A.B. Meyer bei Gorontalo und auf den Togian-Inseln gesammelte Amphibien. Monatsberichte der Königlichen Preussischen Akademie der Wissenschaften zu Berlin, vol. 1872, p. 581-585 (texte intégral).